# آموزشگاه تعلیم رانندگی
آموزشگاه‌های تعلیم رانندگی نهاد هایی هستند که با اخذ مجوز از اداره راهنمایی و رانندگی شهرستان‌ها و استان‌ها آغاز به فعالیت می‌کنند. در این آموزشگاه‌ها ۶ جلسه ۲ ساعته آئین‌نامه و ۲ جلسه ۲ ساعته امورفنی تدریس می‌شود و ۱۲ جلسه ۲ ساعته تمرین رانندگی (کلاس عملی) انجام می‌دهند.
| 1. سن ۱۸ سال تمام 2. گواهی سلامت جسمی و روحی و روانی 3. طی دوره آموزش نظری و عملی 4. قبولی درآزمون آئین‌نامه و عملی شهر با موتورسیکلت ۲۰۰سی سی | دارندگان گواهینامه موتورسیکلت پس از گذشت۳ سال از تاریخ صدور گواهینامه موتورسیکلت و رسیدن به سن ۲۳ سال تمام می‌توانند با موتورسیکلت با حجم بالاتر از ۲۰۰ سی سی رانندگی نمایند | - | |          |
| ۲ | پایه سوم | 1. سن ۱۸ سال تمام 2. گواهی سلامت جسمی و روحی و روانی 3. طی دوره آموزش نظری و عملی 4. قبولی در آزمون آئین‌نامه و عملی شهر با وسایل نقلیه مربوطه | حداکثر مجموع وزن و ظرفیت بار ۳/۵ تن یا حمل حداکثر ۹ نفر سرنشین با راننده بجز وسایل نقلیه خدمات عمومی (وانت نیسان با پلاک شخصی و ون) | -        |
| ۳ | پایه دوم | 1. سن ۲۳ سال تمام 2. گذشت ۲ سال تمام از اخذ گواهینامه پایه سوم 3. گواهی سلامت جسمی و روحی و روانی و تست عدم اعتیاد 4. طی دوره آموزش نظری و عملی 5. قبولی در آزمون آئین‌نامه و عملی شهر با وسایل نقلیه مربوطه (مینی بوس و خاور)                       | حداکثر مجموع وزن و ظرفیت بار ۶ تن و حمل حداکثر ۲۶ نفر سرنشین                                                                        | پایه سوم |
| ۴ | پایه یکم | 1. سن ۲۵ سال تمام 2. گذشت ۲ سال تمام از اخذ گواهینامه پایه دوم 3. گواهی سلامت جسمی و روحی و روانی و تست عدم اعتیاد 4. طی دوره آموزش نظری و عملی 5. قبولی در آزمون آئین‌نامه و عملی شهر با وسایل نقلیه مربوطه (کامیون ۱۹۲۱ و اتوبوس بنز ۳۰۲ مسافربری) | |          |

## نشان ماشین‌های تعلیم رانندگی
تابلوهائی حاوی نام آموزشگاه بر سقف خودروها بطور عمودی نصب می‌شود و دو عدد تابلوی کوچک که علامت احتیاط است در روی سپر جلو و عقب خودرو نصب می‌گردد. این تابلوها نشان دهنده اینست که خودرو مخصوص آموزش رانندگی است و رانندگان با دیدن این تابلوها تلاش می‌کنند احتیاط کرده و رعایت نمایند. اکنون خودروهای مورد استفاده برای آموزش تا این تاریخ خودرو پراید، تیبا و ساینا است.

## امتحانات
امتحانات کتبی و عملی از طریق آموزشگاه است که توسط کارشناسان (سرهنگ های بازنشسته راهنمایی و رانندگی ) برگزار می‌شود.
امتحانات کتبی از طریق اداره راهنمائی و رانندگی است که توسط کارشناسان (سرهنگ راهنمایی و رانندگی ) برگزار می‌شود.